# Petar Trifunović
Petar Trifunović (Kyrillisch: Петар Трифуновић; * 31. August 1910 in Dubrovnik; † 8. Dezember 1980 in Belgrad) war ein jugoslawischer Schachspieler und Schachtheoretiker.

## Leben
Petar Trifunović, von Beruf Jurist, war bereits vor dem Zweiten Weltkrieg ein vielversprechender Schachspieler: 1935 wurde er bei der jugoslawischen Landesmeisterschaft Dritter, 1936 Zweiter. Nach dem Krieg entfaltete er sein Talent und gewann den Landesmeistertitel fünfmal: 1945, 1946, 1947 (geteilt mit Svetozar Gligorić), 1952 und 1961. Er wurde geteilter Zweiter (mit Gösta Stoltz) in Prag 1946 und schaffte beim Zonenturnier in Hilversum 1947 durch einen mit Luděk Pachman geteilten zweiten Platz (hinter Albéric O’Kelly de Galway) die Qualifikation für das Interzonenturnier in Saltsjöbaden 1948, bei dem er den zehnten Platz einnahm.
Aufgrund seiner internationalen Erfolge erhielt er 1950 von der FIDE den Titel Internationaler Meister, 1953 wurde er zum Großmeister ernannt.
Im Jahre 1949 spielte er in Belgrad einen Wettkampf gegen Miguel Najdorf unentschieden 5-5 (+1 =8 −1). Zu seinen weiteren Erfolgen bei internationalen Turnieren zählen seine Siege in Zlín 1946, Lima 1950, Sarajewo 1958 (geteilt), Netanja 1961 (geteilt) und Beverwijk 1962. Trifunović galt als sehr solider und eröffnungstheoretisch bestens vorbereiteter Spieler.
Er nahm mit der jugoslawischen Mannschaft an den Schacholympiaden 1935, 1937, 1950, 1952, 1954, 1958 und 1962 teil. Er gewann mit der Mannschaft 1950, erreichte 1958 und 1962 den zweiten sowie 1952 und 1954 den dritten Platz; in der Einzelwertung gewann er 1950 am dritten Brett und erreichte 1935 am vierten und 1937 am zweiten Brett jeweils das drittbeste Einzelergebnis.
Außerdem vertrat er Jugoslawien auch bei der inoffiziellen Schacholympiade 1936 sowie bei den Mannschaftseuropameisterschaften 1957, 1961 und 1965, bei denen er jeweils den zweiten Platz belegte.
Seine beste historische Elo-Zahl betrug 2700. Diese erreichte er im November 1947. Trifunović, der eine Reihe Schachbücher veröffentlichte, war hauptberuflich Beamter in Belgrad, wo er auch starb.